# Lancer du marteau féminin aux championnats du monde d'athlétisme 2023
Pour des articles plus généraux, voir Championnats du monde d'athlétisme 2023 et Lancer du marteau aux championnats du monde d'athlétisme.
Navigation
Eugene 2022 Tokyo 2025
L'épreuve du lancer du marteau féminin des championnats du monde de 2023 se déroule les 23 et 24 août 2023 au sein du Centre national d'athlétisme à Budapest, en Hongrie.

## Mimimas
La période de qualification est comprise entre le 31 juillet 2022 et le 30 juillet 2023. Le minima de qualification est fixé à 73,60 m.

## Résultats

### Qualifications
Qualification : 73,00 (Q) ou les 12 meilleurs lanceuses (q) se qualifient pour la finale.
| Rang | Groupe | Athlète               | Pays             | Essais  | Essais  | Essais  | Marque  | Notes |
| Rang | Groupe | Athlète               | Pays             | 1       | 2       | 3       | Marque  | Notes |
| ---- | ------ | --------------------- | ---------------- | ------- | ------- | ------- | ------- | ----- |
| 1    | A      | Hanna Skydan          | Azerbaïdjan      | 77,10 m |         |         | 77,10 m | Q, NR |
| 2    | A      | DeAnna Price          | États-Unis       | 76,25 m |         |         | 76,25 m | Q     |
| 3    | B      | Silja Kosonen         | Finlande         | x       | 74,19 m |         | 74,19 m | Q, PB |
| 4    | A      | Camryn Rogers         | Canada           | 70,97 m | 73,95 m |         | 73,95 m | Q     |
| 5    | B      | Bianca Perie-Ghelber  | Roumanie         | 73,67 m |         |         | 73,67 m | Q     |
| 6    | A      | Sara Fantini          | Italie           | 73,28 m |         |         | 73,28 m | Q, SB |
| 7    | A      | Zhao Jie              | Chine            | 69,13 m | 73,23 m |         | 73,23 m | Q, PB |
| 8    | B      | Janee Kassanavoid     | États-Unis       | 71,04 m | x       | 72,70 m | 72,70 m | q     |
| 9    | A      | Malwina Kopron        | Pologne          | x       | 71,48 m | 72,35 m | 72,35 m | q, SB |
| 10   | A      | Wang Zheng            | Chine            | 66,73 m | 71,93 m | 71,08 m | 71,93 m | q     |
| 11   | B      | Anna Purchase         | Royaume-Uni      | 70,99 m | 71,31 m | 67,76 m | 71,31 m | q     |
| 12   | B      | Katrine Koch Jacobsen | Danemark         | 70,63 m | 71,25 m | 70,32 m | 71,25 m | q     |
| 13   | B      | Anita Włodarczyk      | Pologne          | 70,36 m | 71,17 m | x       | 71,17 m |       |
| 14   | B      | Rosa Rodríguez        | Venezuela        | 68,57 m | x       | 70,81 m | 70,81 m |       |
| 15   | A      | Suvi Koskinen         | Finlande         | 67,78 m | 70,81 m | 67,83 m | 70,81 m |       |
| 16   | B      | Ji Li                 | Chine            | 70,59 m | 69,17 m | 68,86 m | 70,59 m |       |
| 17   | B      | Alexandra Tavernier   | France           | 70,19 m | x       | 69,42 m | 70,19 m |       |
| 18   | A      | Stephanie Ratcliffe   | Australie        | 69,87 m | 66,93 m | 67,97 m | 69,87 m |       |
| 19   | B      | Aleksandra Smiech     | Pologne          | 67,33 m | x       | 69,76 m | 69,76 m |       |
| 20   | A      | Charlotte Payne       | Royaume-Uni      | 64,56 m | 69,32 m | 69,57 m | 69,57 m |       |
| 21   | B      | Beatrice Llano        | Norvège          | 69,11 m | 67,98 m | 66,57 m | 69,11 m |       |
| 22   | B      | Grete Ahlberg         | Suède            | 68,51 m | 66,94 m | 69,05 m | 69,05 m |       |
| 23   | A      | Krista Tervo          | Finlande         | x       | 67,53 m | 68,00 m | 68,00 m |       |
| 24   | A      | Rose Loga             | France           | x       | 67,95 m | x       | 67,95 m |       |
| 25   | B      | Brooke Andersen       | États-Unis       | x       | x       | 67,72 m | 67,72 m |       |
| 26   | A      | Stamatia Scarvelis    | Grèce            | 67,51 m | 67,53 m | x       | 67,53 m |       |
| 27   | B      | Jilian Weir           | Canada           | 65,97 m | 65,14 m | 67,48 m | 67,48 m |       |
| 28   | A      | Lauren Bruce          | Nouvelle-Zélande | 67,10 m | 67,04 m | x       | 67,10 m |       |
| 29   | A      | Laura Redondo         | Espagne          | 66,87 m | 66,95 m | 66,29 m | 66,95 m |       |
| 30   | B      | Oyesade Olatoye       | Nigeria          | x       | 66,92 m | 65,76 m | 66,92 m |       |
| 31   | B      | Iryna Klymets         | Ukraine          | 65,69 m | 66,87 m | x       | 66,87 m |       |
| 32   | A      | Mayra Gaviria         | Colombie         | 66,14 m | 66,82 m | 65,25 m | 66,82 m |       |
| 33   | B      | Réka Gyurátz          | Hongrie          | 65,25 m | 66,81 m | x       | 66,81 m |       |
| 34   | A      | Martina Hrašnová      | Slovaquie        | 57,17 m | 64,83 m | 66,28 m | 66,28 m |       |
| 35   | B      | Nayoka Clunis         | Jamaïque         | x       | 58,10 m | x       | 58,10 m |       |
|      | A      | Jilian Shippee        | États-Unis       | x       | x       | x       | NM      |       |

### Finale
| Rang               | Athlète               | Pays        | Essais  | Essais  | Essais  | Essais  | Essais  | Essais  | Marque  | Notes |
| Rang               | Athlète               | Pays        | 1       | 2       | 3       | 4       | 5       | 6       | Marque  | Notes |
| ------------------ | --------------------- | ----------- | ------- | ------- | ------- | ------- | ------- | ------- | ------- | ----- |
| Médaille d'or      | Camryn Rogers         | Canada      | 77,22 m | 77,07 m | 76,75 m | 75,68 m | 76,72 m | 74,92 m | 77,22 m |       |
| Médaille d'argent  | Janee Kassanavoid     | États-Unis  | x       | 76,00 m | 76,36 m | 73,13 m | 75,27 m | 75,05 m | 76,36 m |       |
| Médaille de bronze | DeAnna Price          | États-Unis  | x       | x       | 73,28 m | 72,62 m | 75,41 m | 73,98 m | 75,41 m |       |
| 4                  | Hanna Skydan          | Azerbaïdjan | 74,18 m | x       | 73,67 m | x       | 68,76 m | 72,91 m | 74,18 m |       |
| 5                  | Silja Kosonen         | Finlande    | 73,89 m | x       | 72,79 m | x       | x       | 73,43 m | 73,89 m |       |
| 6                  | Sara Fantini          | Italie      | 71,94 m | 73,85 m | 69,42 m | 71,79 m | 71,82 m | x       | 73,85 m | SB    |
| 7                  | Bianca Perie-Ghelber  | Roumanie    | x       | x       | 73,58 m | 72,35 m | 73,70 m | 72,46 m | 73,70 m |       |
| 8                  | Wang Zheng            | Chine       | 70,29 m | 72,14 m | x       | x       | x       | x       | 72,14 m |       |
| 9                  | Katrine Koch Jacobsen | Danemark    | 69,89 m | 71,33 m | 70,04 m |         |         |         | 71,33 m | SB    |
| 10                 | Zhao Jie              | Chine       | 69,87 m | 70,29 m | x       |         |         |         | 70,29 m |       |
| 11                 | Anna Purchase         | Royaume-Uni | x       | 68,82 m | 70,29 m |         |         |         | 70,29 m |       |
| 12                 | Malwina Kopron        | Pologne     | x       | x       | x       |         |         |         | NM      |       |

## Légende
Records et Performances
- AR : Record continental (area record)
- CR : Record des championnats (championship record)
- MR : Record du meeting (meet record)
- NR : Record national (national record)
- OR : Record olympique (olympic record)
- PR : Record paralympique (paralympic record)
- PB : Record personnel (personal best)
- SB : Meilleure performance personnelle de la saison (season's best)
- WL : Meilleure performance mondiale de l'année (world leader)
- WJR : Record du monde junior (world junior record)
- WR : Record du monde (world record)

Circonstances et Conditions
- DNF : N'a pas terminé (did not finish)
- DNS : N'a pas pris le départ (did not start)
- DQ : Disqualification (disqualification)
- NM : Aucun essai valable enregistré (No Mark)
- Q : Qualifié « directement » au prochain tour (ou à la prochaine compétition), lors d'une compétition majeure, grâce au classement ou à la réalisation des minima (automatic qualifier)
- q : Qualifié au prochain tour (ou à la prochaine compétition), lors d'une compétition majeure, grâce au repêchage ou à la réalisation de l'une des meilleures performances parmi celles des « non qualifiés directement » (grâce au meilleur temps ou à la meilleure distance par exemple) (secondary qualifier)